# Rauf Həbibov

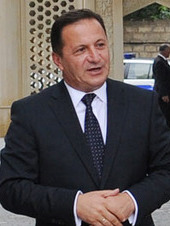
Rauf Həbibov, 2011

Rauf Həbibov (* 1. April 1965 in Lənkəran) ist ein aserbaidschanischer Politiker. Er ist derzeit Gouverneur des Rajon Quba (Stand März 2012).

## Leben
Er absolvierte 1990 die Ingenieurschule und arbeitete danach mehrere Jahre in der Baubranche und wurde Leiter eines kleinen Unternehmens. Bei Independent Balbelan arbeitete er als stellvertretender Direktor des Unternehmens. Am 1. Oktober 2007 wurde er durch ein Dekret des Präsidenten der Republik Aserbaidschan zum Leiter der Region Guba ernannt.
Am 1. März 2012 protestierten tausende Menschen vor seinem Wohnhaus in der Stadt Quba und forderten seinen Rücktritt. Schließlich wurde Feuer gelegt. Dem vorausgegangen war eine Aussage Həbibovs in einer Fernsehansprache, in der er die Bürger von Quba beschuldigte, ihre Häuser zu niedrigen Preisen an die Einwohner anderer Regionen zu verkaufen. Həbibov hatte sich bei den Protestierenden für seine Aussagen entschuldigt.